# Borotice (ort i Tjeckien, Södra Mähren)
Borotice är en ort i Tjeckien.   Den ligger i regionen Södra Mähren, i den sydöstra delen av landet, 190 km sydost om huvudstaden Prag. Borotice ligger 194 meter över havet och antalet invånare är 369.
Terrängen runt Borotice är huvudsakligen platt. Borotice ligger nere i en dal. Runt Borotice är det ganska glesbefolkat, med 42 invånare per kvadratkilometer. Närmaste större samhälle är Znojmo, 14,2 km väster om Borotice. Trakten runt Borotice består till största delen av jordbruksmark.